# Huitepec Santa Anita
Huitepec Santa Anita är en ort i Mexiko.   Den ligger i kommunen San Cristobal De Casas och delstaten Chiapas, i den sydöstra delen av landet, 700 km öster om huvudstaden Mexico City. Huitepec Santa Anita ligger 2 350 meter över havet och antalet invånare är 106.
Terrängen runt Huitepec Santa Anita är kuperad åt nordost, men åt sydväst är den bergig. Runt Huitepec Santa Anita är det tätbefolkat, med 459 invånare per kvadratkilometer. Närmaste större samhälle är San Cristóbal de las Casas, 4,3 km öster om Huitepec Santa Anita. Omgivningarna runt Huitepec Santa Anita är en mosaik av jordbruksmark och naturlig växtlighet.